# Fédération de Saint-Vincent-et-les-Grenadines de basket-ball
La Fédération de Saint-Vincent-et-les-Grenadines de basket-ball est une association, fondée en 1984, chargée d'organiser, de diriger et de développer le basket-ball à Saint-Vincent-et-les-Grenadines.
La Fédération représente le basket-ball auprès des pouvoirs publics ainsi qu'auprès des organismes sportifs nationaux et internationaux et, à ce titre, Saint-Vincent-et-les-Grenadines dans les compétitions internationales. Elle défend également les intérêts moraux et matériels du basket-ball saint-vincentais et grenadin. Elle est affiliée à la FIBA depuis 1984, ainsi qu'à la FIBA Amériques.
La Fédération organise également le championnat national.